# Vincencia Čambalová
Vincencia Čambalová (8. května 1930 – 5. ledna 1997) byla slovenská a československá politička Komunistické strany Slovenska a poslankyně Sněmovny národů Federálního shromáždění za normalizace.

## Biografie
K roku 1971 se profesně uvádí jako dělnice. K roku 1976 coby laborantka. XV. sjezd KSČ ji zvolil za kandidátku Ústředního výboru Komunistické strany Československa.
Ve volbách roku 1971 zasedla do slovenské části Sněmovny národů (volební obvod č. 76 - Devín-Petržalka, Bratislava). Mandát získala i ve volbách roku 1976 (obvod Karlova Ves, Dúbravka, Devín, Petržalka). Ve FS setrvala do konce funkčního období, tedy do voleb roku 1981.